# Casato di Vasa
Il Casato di Vasa (in svedese: Vasaätten, in polacco: Wazowie, in lituano: Vaza) fu la dinastia reale che regnò sulla Svezia, dal 1523 al 1654, sulla Confederazione polacco-lituana, dal 1587 al 1668, e brevemente sullo Zarato di Russia, dal 1610 al 1613 (titolarmente fino al 1634).

## Re e Regine di Svezia
| Nome italiano, svedese                                | Ritratto | Stemma | Nascita          | Regno             | Regno                                      | Morte                                                                                         | Consorte/i | Note                                                                                                  |
| Nome italiano, svedese                                | Ritratto | Stemma | Nascita          | Inizio            | Termine                                    | Morte                                                                                         | Consorte/i | Note                                                                                                  |
| ----------------------------------------------------- | -------- | ------ | ---------------- | ----------------- | ------------------------------------------ | --------------------------------------------------------------------------------------------- | --- | --- |
| Gustavo I Gustav I                                    |          |        | 12 maggio 1496   | 6 giugno 1523     | 29 settembre 1560                          | 29 settembre 1560                                                                             | Caterina di Sassonia-Lauenburg (1ª) (1513–1535) Margherita Leijonhufvud (2ª) (1516–1551) Caterina Stenbock (3ª) (1535–1621) | |
| Erik XIV                                              |          |        | 13 dicembre 1533 | 29 settembre 1560 | 29 settembre 1568 (deposto e imprigionato) | 26 febbraio 1577 (morì, con molta probabilità, assassinato tramite avvelenamento da arsenico) | Karin Månsdotter (1550–1612)                                                                                                | |
| Giovanni III Johan III                                |          |        | 20 dicembre 1537 | 30 settembre 1568 | 17 novembre 1592                           | 17 novembre 1592                                                                              | Caterina Jagellona (1ª) (1526–1583) Gunilla Bielke (2ª) (1568–1597)                                                         | |
| Sigismondo I Sigismund I                              |          |        | 20 giugno 1566   | 17 novembre 1592  | 24 luglio 1599 (deposto)                   | 30 aprile 1632                                                                                | Anna d'Asburgo (1ª) (1573–1598) Costanza d'Asburgo (2ª) (1588–1631)                                                         | Già Re di Polonia e Granduca di Lituania dal 18 settembre 1587, Paesi sui quali regnò fino alla morte |
| Carlo IX Karl IX                                      |          |        | 4 ottobre 1550   | 22 marzo 1604     | 30 ottobre 1611                            | 30 ottobre 1611                                                                               | Anna Maria di Wittelsbach-Simmern (1ª) (1561–1589) Cristina di Holstein-Gottorp (2ª) (1573–1625)                            | |
| Gustavo II Adolfo il Grande Gustav II Adolf den Store |          |        | 9 dicembre 1594  | 30 ottobre 1611   | 6 novembre 1632                            | 6 novembre 1632                                                                               | Maria Eleonora del Brandeburgo (1599–1655)                                                                                  | |
| Cristina Kristina                                     |          |        | 18 dicembre 1626 | 6 novembre 1632   | 6 giugno 1654 (abdicazione)                | 19 aprile 1689                                                                                | nessuno | |

Nel 1654 la regina Cristina, la figlia di Gustavo II Adolfo, l'eroe protestante della Guerra dei Trent'anni, abdicò, si convertì al Cattolicesimo e lasciò il Paese. Il trono passò a suo cugino Carlo X del casato di Palatinato-Zweibrücken, un ramo cadetto dei Wittelsbach.

## Re di Polonia e Granduchi di Lituania
| Nome italiano, polacco, lituano                                  | Ritratto | Stemma | Monogramma | Nascita        | Regno             | Regno                           | Morte            | Consorti                                                                                                   | Note |
| Nome italiano, polacco, lituano                                  | Ritratto | Stemma | Monogramma | Nascita        | Inizio            | Termine                         | Morte            | Consorti                                                                                                   | Note |
| ---------------------------------------------------------------- | -------- | ------ | ---------- | -------------- | ----------------- | ------------------------------- | ---------------- | --- | --- |
| Sigismondo III (PL) Zygmunt III (LT) Žygimantas                  |          |        |            | 20 giugno 1566 | 18 settembre 1587 | 19 aprile 1632                  | 19 aprile 1632   | Anna d'Asburgo (1ª) (1573–1598) Costanza d'Asburgo (2ª) (1588–1631)                                        | Poi anche Re di Svezia come Sigismondo I dal 17 novembre 1592 al 24 luglio 1599, anno della sua deposizione (in svedese: Sigismund) |
| Ladislao IV (PL) Władysław IV (LT) Vladislovas                   |          |        |            | 9 giugno 1595  | 8 novembre 1632   | 20 maggio 1648                  | 20 maggio 1648   | Cecilia Renata d'Asburgo (1ª) (1611–1644) Maria Luisa "Ludovica Maria" di Gonzaga-Nevers (2ª) (1611–1667)  | Poi anche Zar di Russia dal 1610 al 1612/13?, anno della sua deposizione (in russo Владислав I?)                                    |
| Giovanni II Casimiro (PL) Jan II Kazimierz (LT) Jonas Kazimieras |          |        |            | 22 marzo 1609  | Novembre 1648     | 16 settembre 1668 (abdicazione) | 16 dicembre 1672 | Maria Luisa "Ludovica Maria" di Gonzaga-Nevers (1ª) (1611–1667) Claudine Françoise Mignot (2ª) (1624–1711) | |

Giovanni III di Svezia sposò Caterina Jaghellone, la sorella di Sigismondo II di Polonia, e quando Sigismondo morì senza eredi maschi il loro figlio venne eletto Re di Polonia come Sigismondo III nel 1587. Alla morte di Giovanni III Sigismondo ottenne anche il trono svedese con il nome di Sigismondo I di Svezia. 
Sigismondo, però, era cattolico e questo lo portò alla perdita del trono di Svezia. Suo zio Carlo IX gli succedette.
Abbiamo quindi due rami del Casato di Vasa: un ramo cattolico che regna in Polonia e uno cadetto protestante che regna in Svezia. Questa situazione porterà a numerose guerre tra i due stati. Dopo Giovanni II il ramo polacco dei Vasa si estinse.

## Genealogia
```
Erik Johansson Vasa
= Cecilia Månsdotter
│
└── 
Gustavo I
 (1496-1560), re di Svezia
    = 
Caterina di Sassonia-Lauenburg

    │
    └── 
Erik XIV
 (1533–1577), re di Svezia
        + 
Agda Persdotter

        │
        ├── Margareta Eriksdotter (1558–1618)
        │
        ├── 
Virginia Eriksdotter
 (1559–1633)
        │
        ├── Constantia Eriksdotter (1560–1649)
        │
        └──  Lucretia Eriksdotter (1564–1574)
```

```
        + 
Karin Jacobsdotter
```

```
        + 
Karin Månsdotter

        │
        ├── 
Sigrid
 (1566–1633)
        │
        ├── Gustavo (1568–1607)
        │
        ├── Henrik (1570–1574)
        │
        └── Arnold (1572–1573)
```

```
    = 
Margherita Leijonhufvud

    │
    ├── 
Giovanni III
 (1537-1592), re di Svezia
    │   = 
Caterina Jagellona
 
    │   │
    │   ├── Isabella (1564–1566)
    │   │
    │   ├── 
Sigismondo III
 (1566-1632), re di Svezia (1592–1599), e di Polonia (1587–1632)
    │   │   = 
Anna d'Austria

    │   │   │
    │   │   └── 
Ladislao IV
 (1495-1548), re di Polonia
    │   │       = 
Cecilia Renata d'Asburgo

    │   │       │
    │   │       ├── 
Sigismondo Casimiro
 (1640-1647)
    │   │       │
    │   │       └── Maria Anna Isabella (1642–1643)
    │   │
    │   │       = 
Maria Luisa di Gonzaga-Nevers

    │   │
    │   │   = 
Costanza d'Asburgo

    │   │   │
    │   │   ├── Giovanni Casimiro (1607-1608)
    │   │   │
    │   │   ├── Alessandro Carlo (1614-1634)
    │   │   │
    │   │   ├── 
Giovanni II Casimiro
 (1609-1672), re di Polonia
    │   │   │   = 
Maria Luisa di Gonzaga-Nevers

    │   │   │   │
    │   │   │   ├── 
Maria Anna Teresa
 (1650-1651)
    │   │   │   │
    │   │   │   └── Giovanni Sigismondo (1652–1652)
    │   │   │
    │   │   ├── Giovanni (1612-1634)
    │   │   │
    │   │   ├── Carlo Ferdinando (1613-1655)
    │   │   │
    │   │   ├── Anna Costanza (1616-1616)
    │   │   │
    │   │   └── Anna Caterina Costanza (1619-1651)
    │   │       = 
Filippo Guglielmo del Palatinato

    │   │
    │   └── 
Anna
 (1568–1625)
    │
    │   = 
Gunilla Bielke

    │   │
    │   └── 
Giovanni
 (1589–1618)
    │       = 
Maria Elisabetta Vasa

    │
    ├── 
Caterina
 (1539–1610)
    │   = Edoardo II, Conte della Frisia Orientale
    │
    ├── 
Cecilia
 (1540-1627)
    │   = Cristoforo II, Margravio di Baden-Rodemachern
    │
    ├── 
Magnus
 (1542-1595)
    │
    ├── Carlo (1544-1544)
    │
    ├── 
Anna Maria
 (1545-1610)
    │   = Giorgio Giovanni I, Conte Palatino di Veldenz
    │
    ├── 
Sofia
 (1545-1611)
    │   = Magnus II, Duca di Sassonia-Lauenburg
    │
    ├── Stefano (1546-1547)
    │
    ├── 
Elisabetta
 (1549-1597)
    │   = Christoforo, Duca di Mecklenburg-Gadebusch
    │
    └── 
Carlo IX
 (1550-1611), re di Svezia
        =  Anna Maria del Palatinato-Simmern
        │
        ├── Margherita Elisabetta (1580–1585)
        │
        ├── Elisabetta Sabina (1582–1585)
        │
        ├── Luigi (1583–1583)
        │
        ├── 
Caterina
 (1584-1638)
        │   = 
Giovanni Casimiro del Palatinato-Zweibrücken-Kleeburg

        │
        ├── Gustavo (1587–1587)
        │
        └── Maria (1588–1589)
```

```
       = 
Cristina di Holstein-Gottorp

        │
        ├── Cristina (1593–1594)
        │
        ├── 
Gustavo II Adolfo
 (1594–1632), Re di Svezia
        │   = 
Maria Eleonora del Brandeburgo

        │   │
        │   ├── Maria Cristina (1623-1623)
        │   │
        │   └── 
Cristina
 (1626-1689), Regina di Svezia
        │
        ├── 
Maria Elisabetta
 (1596–1618)
        │   = 
Giovanni, duca di Östergötland

        │
        └── 
Carlo Filippo
 (1601–1622)
            = Elisabet Ribbing (1596-1662)
```